# Piranguinho
Piranguinho là một đô thị thuộc bang Minas Gerais, Brasil. Đô thị này có diện tích 130,334 km², dân số năm 2007 là 7849 người, mật độ 62,6 người/km².